# Dục Tú
Dục Tú là một xã thuộc huyện Đông Anh thành phố Hà Nội, Việt Nam.

## Địa lý
Xã Dục Tú nằm ở phía đông huyện Đông Anh, cách trung tâm thành phố Hà 
Nội 15 km về phía đông bắc có vị trí địa lý:
- Phía đông giáp tỉnh Bắc Ninh
- Phía tây giáp xã Mai Lâm và xã Cổ Loa
- Phía nam giáp huyện Gia Lâm
- Phía bắc giáp các xã Liên Hà, Vân Hà, Việt Hùng.

Xã Dục Tú có diện tích 8,69 km², dân số năm 2022 là 19.615 người, mật độ dân số đạt 2.257 người/km².

## Hành chính
Xã Dục Tú được chia thành 11 thôn: Ngọc Lôi, Đình Tràng, Thạc Quả, Dục Tú 1, Dục Tú 2, Dục Tú 3, Phúc Hậu 1, Phúc Hậu 2, Lý Nhân, Đồng Dầu, Nghĩa Vũ.

## Lịch sử
Đầu thế kỷ XIX, xã Dục Tú là một tổng thuộc huyện Đông Ngàn, phủ Từ Sơn, trấn Kinh Bắc (tỉnh Bắc Ninh).
Năm 1903, xã Dục Tú là một tổng với 4 xã, 8 thôn.
Năm 1946, xã 
Dục Tú gồm 8 thôn của tổng Dục Tú cũ là: Ngọc Lôi, Đình Tràng, Thạc Quả, Dục Tú, Phúc Hậu, Lý Nhân, Đồng Dầu, Nghĩa Vũ.
Ngày 31 tháng 5 năm 1961, Hội đồng Chính phủ ban hành 78-CP về việc sáp nhập xã Dục Tú, huyện Từ Sơn, tỉnh Bắc Ninh về huyện Đông Anh, thành phố Hà Nội quản lý.
Năm 1976, hợp nhất các hợp tác xã nông nghiệp ở các thôn thành hợp tác 
xã quy mô toàn xã, xã Dục Tú phân cụm dân cư gắn với 11 đội sản xuất (tương ứng với 11 thôn).

## Kinh tế
Xã Dục Tú là xã nông nghiệp kết hợp với nghề thủ công. Về nông nghiệp hầu khắp các thôn là cấy lúa và chăn nuôi nhỏ. Tiểu thủ công nghiệp và nghề phụ cũng đang phát triển với nghề sơ chế gỗ ở khu vực Đồng Dầu, nghề cơ kim khí sắt thép phát triển nhất ở khu vực đường Dục Tú (đoạn cắt đường sắt đến trạm y tế). Một số có nghề làm thợ phụ mộc làm ở làng nghề xã Vân Hà. Lao động trẻ làm việc tại các khu công nghiệp, làng nghề lân cận.

## Văn hóa

### Đặc sản
Rượu gạo nếp cái hoa vàng độ cao.

### Di tích
Xã Dục Tú có rất nhiều di tích đình, chùa, đền đã được xếp hạng cấp quốc gia và cấp thành phố. Tiêu biểu là các di tích:
- Đình Dục Tú thờ Sỹ Nhiếp là di tích lịch sử văn hóa cấp quốc gia.
- Chùa Tiên Cảnh thờ Phật và Sỹ Nhiếp là di tích lịch sử văn hóa cấp quốc gia.
- Đình Thạc Quả thờ Thành hoàng làng có công giúp vua dẹp giặc phương Bắc. Di tích kiến trúc và nghệ thuật cấp quốc gia.

## Giao thông
Các tuyến, hệ thống giao thông quan trọng đi qua xã Dục Tú:
- Quốc lộ 3: đi Thái Nguyên, Bắc Kạn, Cao Bằng
- Cao tốc Hà Nội – Thái Nguyên: nối cao tốc Hà Nội – Bắc Giang với Thái Nguyên
- Đường Dục Tú: trước đây là đường liên xã Dục Tú – Vân Hà đi ngã ba Cổ Châu
- Đường sắt: nằm giữa ga Yên Viên và ga Cổ Loa
- Hệ thống xe buýt: 15, 17, 43, 59, 61, 65, 143.

## Danh nhân
Xã Dục Tú là đất hiếu học có nhiều người đỗ đạt làm quan và có truyền thống yêu nước tiêu biểu như:
- Chu Mậu Lâm là vị tướng theo giúp vua Lê Lợi
- Nguyễn Huy Tân đỗ cử nhân làm giám sát ngự sử triều đình Huế
- Đào Xuân Tạn đỗ cử nhân, làm tri phủ Điện Biên
- Nguyễn Huy Túc người tham giao phong trào Đông Kinh nghĩa thục
- Chu Doãn Lệ đỗ tiến sĩ làm quan tuần phủ Hưng Yên, quan ngự sử ở Nghệ An
- Đào Đình Nghiêm đỗ hương cống, làm quan huấn đạo.